# Stanislas de Clermont-Tonnerre
Pour les articles homonymes, voir Clermont-Tonnerre.
Stanislas Marie Adélaïde, comte de Clermont-Tonnerre, né le 8 novembre 1757, assassiné à Paris le 10 août 1792, est un officier et homme politique français, partisan d'une monarchie constitutionnelle.

## Biographie

### Jeunesse
Né au château d'Hamonville, à Mandres-aux-Quatre-Tours (duché de Bar), le 8 novembre 1757, Stanislas est le fils aîné du marquis François-Joseph de Clermont-Tonnerre (1726-1809) et de sa première épouse, Marie Anne de Lentilhac de Gimel, ainsi que le petit-fils du duc Gaspard de Clermont-Tonnerre (1688-1781), maréchal de France. 
Suivant la carrière des armes, il devient colonel du 1er régiment de cuirassiers.

### Carrière politique
Élu en 1789 premier député de la noblesse de Paris aux États généraux, il conduit avec le duc d'Orléans le groupe de 47 députés de la noblesse qui rejoignent l'Assemblée nationale le 25 juin, après le serment du Jeu de paume. Il sera élu président de l'Assemblée nationale à deux reprises, le 17 août 1789, puis le 12 septembre de la même année (le président de l’Assemblée nationale était élu pour 15 jours et n’était pas directement rééligible).
Dans un discours célèbre fin décembre 1789, il prend position pour l'accession des Juifs à la citoyenneté en déclarant : « Il faut tout refuser aux Juifs comme nation et tout accorder aux Juifs comme individus ». Partisan d'une monarchie parlementaire à l'anglaise, il réclame l'établissement de deux Chambres et le veto itératif pour le roi. Avec Pierre Victor Malouet, il fonde successivement le Club des Impartiaux (1790), puis la Société des Amis de la Constitution monarchique, qui réunit les conservateurs de l'Assemblée partisans d'une monarchie tempérée à l'anglaise, les monarchiens, et rédige avec Jean-Pierre Louis de Fontanes le Journal des Impartiaux. Il est à cette époque un tenant du monarchienisme qui tente de concilier une monarchie puissante et les acquis de 1789, avec Pierre-Victor Malouët et Gérard de Lally-Tollendal entres autres. Étranglée par les poursuites judiciaires et les manifestations hostiles, la Société doit fermer à la veille de la fuite du roi à Varennes (21 juin 1791).
En septembre 1791, Clermont-Tonnerre publie une Analyse raisonnée de la Constitution française, qui constitue le premier ouvrage critique sur la question. Non rééligible à l'Assemblée législative qui succède à la Constituante, il publie ses Opinions en octobre 1791 (quatre volumes in-octavo). En avril 1792, il se joint à la conjuration Malouet qui prévoit de faire sortir Louis XVI de Paris non plus en cachette comme durant le triste épisode de Varennes, mais à la tête d’une petite troupe et de le conduire vers Rouen, où un bateau est prévu pour gagner l’Angleterre. Le 6 août 1792, la reine, pour la sécurité de ses enfants et de ses gens, s'oppose au plan Malouet prévu pour le lendemain.

### Décès
Le 10 août 1792, Clermont-Tonnerre est arrêté à Paris lors de la chute de la royauté. Il est relâché, mais est défenestré le même jour par des émeutiers alors qu'il se cachait dans la maison de Madame de Brassac.

### Famille

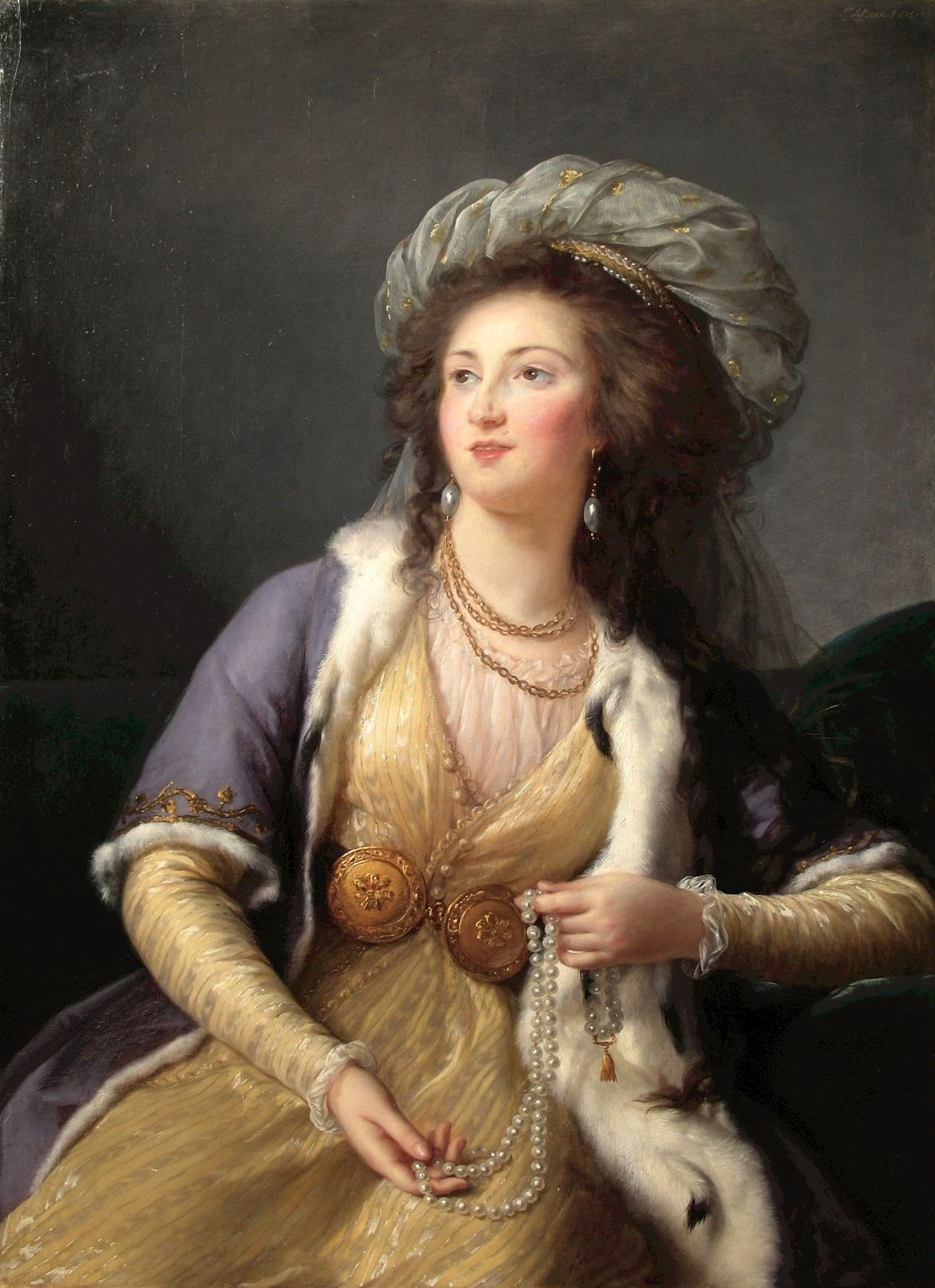
Portrait « en sultane » de Marie Louise Joséphine Delphine de Rosières de Sorans, connue sous le nom de marquise de Clermont-Tonnerre, par Élisabeth Vigée-Lebrun, 1785.

Il épouse en 1782 Marie Louise Joséphine Delphine de Rosières de Sorans (décembre 1766 – 26 octobre 1832, Paris), dont il aura trois enfants.
Seule leur fille aînée parviendra à l'âge adulte ; elle se mariera en 1803 avec Esprit Louis Charles Alexandre Savary de Lancosme (1784-1853), fils de Louis-Alphonse Savary de Lancosme.
Marie Louise Joséphine fut dame de compagnie (1782-1789) de Madame Élisabeth, sœur de Louis XVI.
Elle épouse en secondes noces, en 1802, le dernier marquis de Talaru, sans postérité.

## Œuvres
- Stanislas de Clermont-Tonnerre, Analyse Raisonnée De La Constitution Française Décrétée Par L'assemblée Nationale Des Années 1789, 1790 Et 1791, Paris, Migneret, 1791 (BNF 30250825)
- Stanislas de Clermont-Tonnerre, membre de l'Assemblée nationale, Au peuple de Paris, 1790, 27 p. (BNF 35944692)
- Stanislas de Clermont-Tonnerre, Nouvelles observations sur les Comités des recherches, Paris, Dessenne, libraire, 1791, 44 p. (BNF 37244220)

## Sources partielles
- Marie-Nicolas Bouillet  et Alexis Chassang (dir.), « Stanislas de Clermont-Tonnerre » dans Dictionnaire universel d’histoire et de géographie, 1878 (lire sur Wikisource)
- Adolphe Robert et Gaston Cougny, Dictionnaire des parlementaires français de 1789 à 1889, éd. Bourloton, Paris, 1889, tome 2, 2/CLEMENT_CLUSERET.pdf de Clément à Cluseret, p. 187.
- Biographie universelle, ancienne et moderne, éd. Michaud frères, Paris, tome 9 (Cl-Co), p. 90-92.
- François-Xavier Feller, Dictionnaire historique ou Histoire abrégée des hommes qui se sont fait un nom par leur génie, leurs talents, leurs vertus, leurs erreurs ou leurs crimes, éd. L. Lefort, Lille, 1832, tome 4, p. 45-46.
- François Furet et Ran Halévy (dir.), Orateurs de la Révolution française, t. 1, Les Constituants, 1989, Paris, Gallimard (Bibliothèque de La Pléiade), pp. 1256-1261.